# Tulio Zuluaga
Tulio Zuloaga Pérez (Barranquilla, Colombia; 7 de octubre de 1970) es un presentador, cantante, compositor, actor, cocinero y empresario.

## Carrera
Inició su carrera a los catorce años como actor de reparto en el programa de televisión infantil colombiana Pequeños Gigantes, de la mano de la directora del programa Tony Navia. Debido a su buen manejo de micrófono mostrado en el programa, a los 16 años fue parte del personal de locutores y disc-jockeys de la emisora 88.9 FM de Bogotá, en la cual permaneció casi 10 años, siendo uno de los locutores y disc-jockeys más carismáticos y con más sintonía de la estación radial. Hizo parte de producciones televisivas en su país como Semilla de mostaza, Pasiones secretas y Sangre de lobos, alternado la actuación con su trabajo en la emisora. En 1994, cuando se retiró de 88.9 FM, grabó su primera producción discográfica en género pop titulada Sudores, producción que no reflejó el éxito que tenía en los micrófonos de la otrora emisora de música juvenil.
En 1995, tras el éxito nacional e internacional de su compatriota Carlos Vives con los Clásicos de la Provincia y La Tierra del Olvido, dando a conocer en el mundo la música vallenata con sonidos modernos, Tulio incursiona en este género de la mano de Discos Fuentes aplicando la misma fórmula de Vives, llegando a grabar cuatro álbumes de estudio y uno recopilatorio de clásicos del vallenato además de composiciones propias, logrando ventas por más de un millón de copias en Colombia y el extranjero, llegando incluso a presentarse en el programa internacional Sábado Gigante, del famoso presentador Don Francisco. Canciones como Compae Chemo, Compae Migue, La Cachucha Bacana, Compae Heliodoro, Grito Vagabundo y Dina Luz, a los cuales les aplicó instrumentación moderna sin perder su esencia clásica, fueron éxitos en su país y en el exterior, con rotación de sus vídeos en el canal de música anglo MTV, incluso uno de sus temas, Te llevaré, llegó a ser utilizada como banda sonora de la película estadounidense Curdled en 1996. Sin embargo, los últimos dos trabajos discográficos (sin contar el álbum recopilatorio) no colmaron las expectativas de ventas y de aceptación en el público que si lo habían hecho los dos primeros, terminando su vínculo con Discos Fuentes y alejándose para siempre de la industria musical sin ninguna clase de ingresos, al haber cedido en su contrato las regalías de sus canciones a la casa disquera.
Tras retirarse de la música a finales de la década de 1990, y luego que Zuloaga trabajara 10 años en el mundo automotriz como mecánico y vendedor de autos en Medellín (siendo incluso distribuidor exclusivo para Medellín de Fiat), incursionó como presentador en programas de televisión regionales como De todo un poco, La buena vida y Comando Chef, donde empezó a explorar su vocación gastronómica, incluso montando programas como "Sabores de Tulio" y "Tulio Recomienda", siendo este último el espacio gastronómico más importante del país consagrando tres proyectos a nivel nacional: Burger Master, Pizza Master y Callejeros con pedigree.

## Discografía
- 1994 - Sudores
- 1995 - Folklor urbano
- 1996 - Vallenato a través del tiempo
- 1997 - Por los buenos tiempos
- 1998 - Homenaje a Guillermo Buitrago
- 2000 - Vallenato Urbano (álbum recopilatorio)